# 羅蘭 (肯塔基州林肯縣)
羅蘭（英語：Rowland）是位於美國肯塔基州林肯縣的一個非建制地區。

## 地理
羅蘭所處的海拔為高於海平面263米（即863英呎），而該地所採用的時區為UTC-5，即北美東部時區（EST）。同時該地設有夏令時間，為UTC-5調快一小時，即UTC-4（EDT）。